# Hiệp ước Waitangi

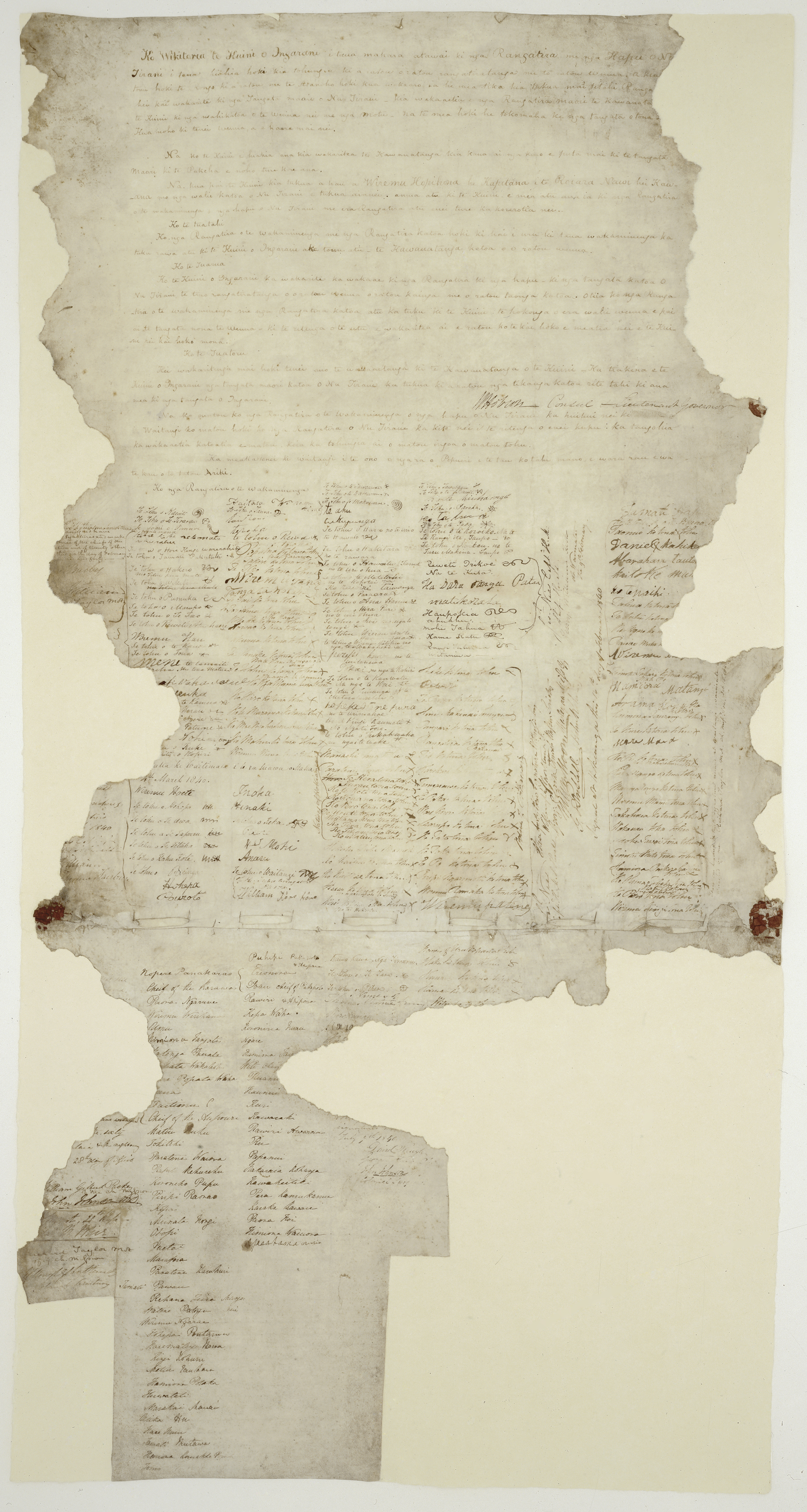
Hiệp ước Waitangi

Hiệp ước Waitangi (tiếng Māori: Te Tiriti o Waitangi) là một hiệp ước đầu tiên được ký kết vào ngày 6 tháng 2 năm 1840 bởi các đại diện của Vương quốc Anh và các tù trưởng người Maori từ Đảo Bắc của New Zealand. Đây là một tài liệu có tầm quan trọng trung tâm đối với lịch sử và hiến pháp chính trị của tiểu bang New Zealand, và đã có ý nghĩa quan trọng trong việc đóng khung các quan hệ chính trị giữa chính phủ New Zealand và dân số người Maori.
Hiệp ước đã được viết vào thời điểm mà những người dân Anh đã gây áp lực cho Triều đình Anh lập một thuộc địa ở New Zealand, và khi một số nhà lãnh đạo người Maori đã kiến nghị người Anh bảo vệ chống lại các lực lượng Pháp. Nó được soạn thảo với ý định thành lập một Thống đốc Anh của New Zealand, công nhận quyền sở hữu của người Maori về đất đai, rừng và các tài sản khác của họ, và cho người Maori quyền lợi của các thần dân Anh.
Hiệp ước nhằm để đảm bảo rằng khi tuyên bố chủ quyền của Anh trên New Zealand được thực hiện bởi Thống đốc William Hobson vào tháng 5 năm 1840, người Maori sẽ không cảm thấy rằng quyền lợi của họ đã bị bỏ qua. Một khi nó đã được viết và dịch, nó được ký bởi các vị tù trưởng Bắc Māori tại Waitangi, và sau đó các bản sao của Hiệp ước được đưa đi khắp New Zealand và trong những tháng tiếp theo, nhiều lãnh đạo khác đã ký. Khoảng 530 đến 540 người Maori, ít nhất 13 người trong số họ là phụ nữ, đã ký Hiệp ước Waitangi, mặc dù một số lãnh đạo người Maori cảnh báo chống lại nó. Một kết quả ngay lập tức của Hiệp ước là chính phủ của Nữ hoàng Victoria đã giành được quyền mua đất duy nhất. Tổng cộng có chín bản sao có chữ ký của Hiệp ước Waitangi bao gồm cả bản được ký vào ngày 6 tháng 2 năm 1840 tại Waitangi.